# Rattenberg (Áustria)
Rattenberg é uma cidade da Áustria, situada no distrito de Kufstein, no estado do Tirol. Tem 0,11 km² de área e sua população em 2019 foi estimada em 408 habitantes.